# اولگان
اولگان (به لاتین: Ulgan) یک منطقه مسکونی در جمهوری آذربایجان است که در شهرستان بالاکن واقع شده است.